# Lozuvatka, Onufriivka
Lozuvatka (în ucraineană Лозуватка) este un sat în comuna Vîșnivți din raionul Onufriivka, regiunea Kirovohrad, Ucraina.

## Demografie
Componența lingvistică a localității Lozuvatka
     Ucraineană (94,87%)
     Rusă (2,56%)
     Belarusă (2,56%)
Conform recensământului din 2001, majoritatea populației localității Lozuvatka era vorbitoare de ucraineană (94,87%), existând în minoritate și vorbitori de rusă (2,56%) și belarusă (2,56%).